# المجمع المغلق 1342
المجمع المغلق 1342 هو المجمع الموكول بانتخاب بابا الكنيسة الكاثوليكية الجديد بعد استقالة البابا. انعقد مجمع الكرادلة لانتخاب البابا الجديد بدءًا من
5 مايو 1342 وانتهى في 7 مايو 1342. انتُخبَ كليمنت السادس ليكون البابا الجديد للكنيسة.